# Le Collier de rubis
Le Collier de rubis (Treachery on the High Seas) est un film britannique réalisé par Emil E. Reinert et sorti en 1936.

## Synopsis
Á bord d'un paquebot de luxe reliant New York à Londres, des voleurs de bijoux préparent un vol audacieux.

## Fiche technique
- Titre original : Treachery on the High Seas
- Titre alternatif : Not Wanted on Voyage[2]
- Réalisation : Emil E. Reinert
- Scénario : Charles Lincoln, Harold Simpson d'après la pièce Murder in the stalls de Maurice Messinger.
- Production : Alexander Dembo de Lasta
- Photographie : Roy Fogwell, Walter J. Harvey
- Montage : Sidney Stone
- Production : Alexandre de Lasta Productions
- Distributeur : British Lion Film Corporation
- Durée : 72 minutes
- Date de sortie : 
  - Royaume-Uni : décembre 1936 (sortie limitée)
  - Royaume-Uni : 10 février 1938[3]
  - France : 20 octobre 1939

## Distribution
- Bebe Daniels : May Hardy
- Ben Lyon : Johnny Hammond
- Charles Farrell : Logan
- Tom Helmore : Edward Brailstone
- Hay Petrie : Brainie
- Gordon McLeod : Fleming
- James Carew : Chief